# مسرشمیت پی.۱۱۱۲
مسرشمیت پی.۱۱۱۲ (به انگلیسی: Messerschmitt P.1112) یک هواپیمای جنگنده پیشنهادی در کشور آلمان بود که توسط شرکت مسرشمیت در سال‌های پایانی جنگ جهانی دوم توسعه داده شد. عملیات ساخت نمونه اولیه این هواپیما که برای استفاده توسط نیروی هوایی آلمان نازی در نظر گرفته شده بود به علت پیشرفت جنگ، پیش از سقوط آلمان نازی متوقف شد. با این حال، طراحی آن تأثیر مستقیمی بر جنگنده‌های ناوگان نیروی دریایی ایالات متحده پس از جنگ داشت.